# Tuberostylis rhizophorae
Tuberostylis rhizophorae är en tvåhjärtbladiga växtart som beskrevs av Joachim Steetz. Tuberostylis rhizophorae ingår i släktet Tuberostylis, och familjen korgblommiga. Inga underarter finns listade i Catalogue of Life.